# Cotaitas
Cotaitas (em grego: Χοθαιται; romaniz.: Chothaitai), Cute (em armênio: Խութ; romaniz.: Χut’), Coite (Խութ, Χoytʼ), Cuite (em árabe: Ḫuiθ) ou Alcutia (em árabe: al-Ḫuθiya), segundo a Geografia de Ananias de Siracena (século VII), foi um gavar (cantão) da província de Turuberânia, no Reino da Armênia. Compreendia uma área de 1 190 quilômetros quadrados às margens do rio Cotaitas (atual Hoite), uma das nascentes do Garzã, um tributário do Tigre. Era o território tribal dos grupos conhecidos como cutetsis (Χut’eci) ou "saqueadores de Coite" (Meknakazenk’n Χut’ay), de onde derivou o termo grego. Segundo Estêvão de Siunique, os nativos de Cotaitas falavam um dos oito dialetos armênios que ele mencionou no século VIII. No século V, o distrito foi incorporado pela família Mamicônio em seus domínios de Taraunitis. Em 591, o imperador Maurício recebeu vastas porções da Armênia sassânida em compensação da ajuda militar prestada ao xainxá Cosroes II (r. 590–628). Todos os distrito que compunham Turuberânia foram incluídos na província recém-fundada da Armênia Interior.